# Neoscona platnicki
Neoscona platnicki is een spinnensoort in de taxonomische indeling van de wielwebspinnen (Araneidae).
Het dier behoort tot het geslacht Neoscona. De wetenschappelijke naam van de soort werd voor het eerst geldig gepubliceerd in 2001 door Pawan U. Gajbe & Pawan U. Gajbe.